# Joseph-Charles Mardrus
Pour les articles homonymes, voir Mardrus.
Joseph-Charles Mardrus, né le 11 novembre 1868 au Caire et mort le 26 mars 1949 à Paris, est un médecin, poète et traducteur français. Il fut, en son temps, un éminent orientaliste et un acteur important de la vie parisienne.

## Biographie
« Musulman de naissance et Parisien par accident », ainsi qu’il se définissait lui-même bien qu’Égyptien et catholique, Mardrus fut un grand voyageur, parcourant les mers à la recherche des légendes de son Orient natal. Aimant les fleurs, les pierres précieuses, les tables fastueuses, les tissus chamarrés et la photographie, il fut de ceux qui insufflèrent au monde parisien un engouement pour l'orientalisme, tout comme son ami Paul Poiret avec qui il créa la « Mille et Deuxième Nuit ».
D'origine arménienne, Joseph-Charles Mardrus naquit le 11 novembre 1868 au Caire. Il fit ses études au Liban avant de s'installer à Paris.
Avant la Première Guerre mondiale, il connut une période de voyages, il fut médecin sanitaire auprès du ministère de l'Intérieur et chargé de mission au Maroc et en Orient, médecin aux Messageries maritimes, puis il sillonna l’Orient avec la poétesse Lucie Delarue-Mardrus qu'il avait épousée en premières noces le 5 juin 1900 à Paris. Cette union sera dissoute le 19 juin 1923 à Paris.
À partir de 1915, il voyagea moins, mais eut une vie tout aussi riche aux côtés de Gabrielle Clémence Bralant (1897-1997), rebaptisée Cobrette, qu'il avait épousée en secondes noces le 31 janvier 1924 à Paris VIIe.

## Son œuvre
Encouragé par Stéphane Mallarmé, il traduisit, de 1898 à 1904, une nouvelle version des contes des Mille et Une Nuits, en seize volumes et 116 contes, dans une perspective plus érotique, au texte non expurgé, faisant ressortir les transgressions et les ellipses amoureuses se nichant dans le texte initial d'Antoine Galland. Il se servit d’un ensemble varié de textes (l’édition de Boulaq, la traduction de Scott, le recueil d’Artin Pacha et de Spitta bey), et même des histoires hindoustani, tout en prétendant, invraisemblablement, disposer d’un manuscrit inédit.
Ses histoires de Douce Amie, d’Ali Baba ou de La Reine de Saba enchantèrent le Paris des années 1900-1920, d’autant plus que les textes furent merveilleusement illustrés par de nombreux artistes qui assurèrent les illustrations de plusieurs éditions, tels Léon Carré, François-Louis Schmied, Kees van Dongen, André Derain, Antoine Bourdelle et Picart Le Doux.
D’autres artistes s’inspirèrent de son ouvrage pour leurs créations, tels Ketty Carré, Eloïse Carolyn Huitel, Louis-Auguste Veillon, Albert Besnard, Pascin, Othon Friesz, sculptures de Lucien Gibert, marionnettes de Jacques Chesnais habillées par Paul Poiret, des costumes et maquettes de François Quelvée.
Ami de personnalités aussi différentes que Paul Poiret, l’abbé Mugnier, José-Maria de Heredia, Robert de Montesquiou, André Gide, Auguste Rodin, Élisabeth de Gramont et Catulle Mendès, il entretint également une importante correspondance suivie avec des personnalités du monde intellectuel de l’époque, tels qu'André Gide, Pierre Louÿs, Maurice Maeterlinck, Henri de Régnier, Remy de Gourmont, José-Maria de Heredia, Robert de Montesquiou et Natalie Clifford Barney.

## Œuvres et publications
- Le Livre des mille nuits et une nuit,
  - éd. de la Revue blanche puis Fasquelle, 1899-1903, 16 volumes
  - « traduction littérale et complète du texte arabe par le Dr J.-C. Mardrus, illustrations de Léon Carré, décorations et ornements de Mohammed Racim », éd. Henri Piazza, 1926-1932, 12 volumes
- L’Apocalypse qui est la révélation
- Le Livre des Morts de l’Ancienne Égypte
- Le Livre de la Vérité de Parole[2]
- Le Cantique des cantiques, E. Fasquelle, éditeur, 1925
- Le Livre des Rois
- Sucre d’amour, conte illustré par François-Louis Schmied, 1926
- La Reine de Saba et divers autres contes, 1921[Note 3]
- Le Koran, 1925
- Le Paradis musulman, illustré par François-Louis Schmied, 1930
- Toute-Puissance de l'Adepte, Le Livre de la Vérité de Parole, 1931
- Histoire d'Ali Ben-Bekar et de la belle Schamsennahar, frontispice de P. Zenker, Paris, 1923, éditions d'art H. Piazza, 143 p.[3]
- Contes arabes, Grez-sur-Loing, Éditions Pardès, 255 p., 2000  (ISBN 978-2867142079)

### Livre-catalogue
- Les Mille et une nuits et les enchantements du docteur Mardrus, à l'occasion de l'exposition « Les saveurs de l’Orient 2004-2005 » au musée du Montparnasse, coédition musée du Montparnasse/éditions Norma[4]